# 何茹连
何茹连，字萃拔，号吉茅，浙江江山人，清朝政治人物。

## 生平
乾隆三十年，拔贡。乾隆五十年，接替董应运任龙岩州知州一职。乾隆五十六年（1791年），龙岩爆发洪水冲及城墩，他率领当地官民重建南门，并撰文重建南城门碑，保存至今（登高公园）。嘉庆三年（1798年）至嘉庆四年，担任潮州府知府。